# Parque Generalísimo Francisco de Miranda

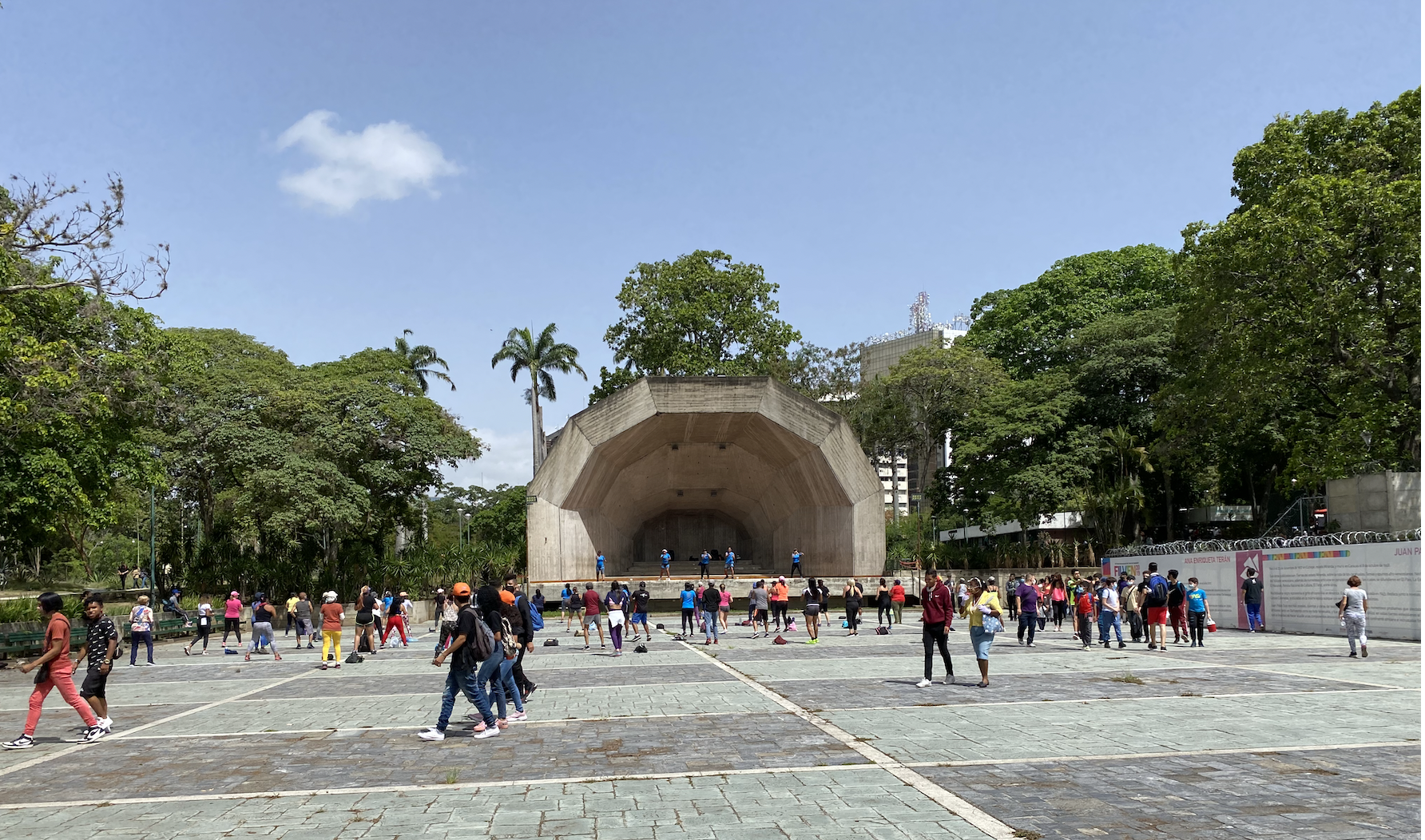
Concha acústica Parque del Este

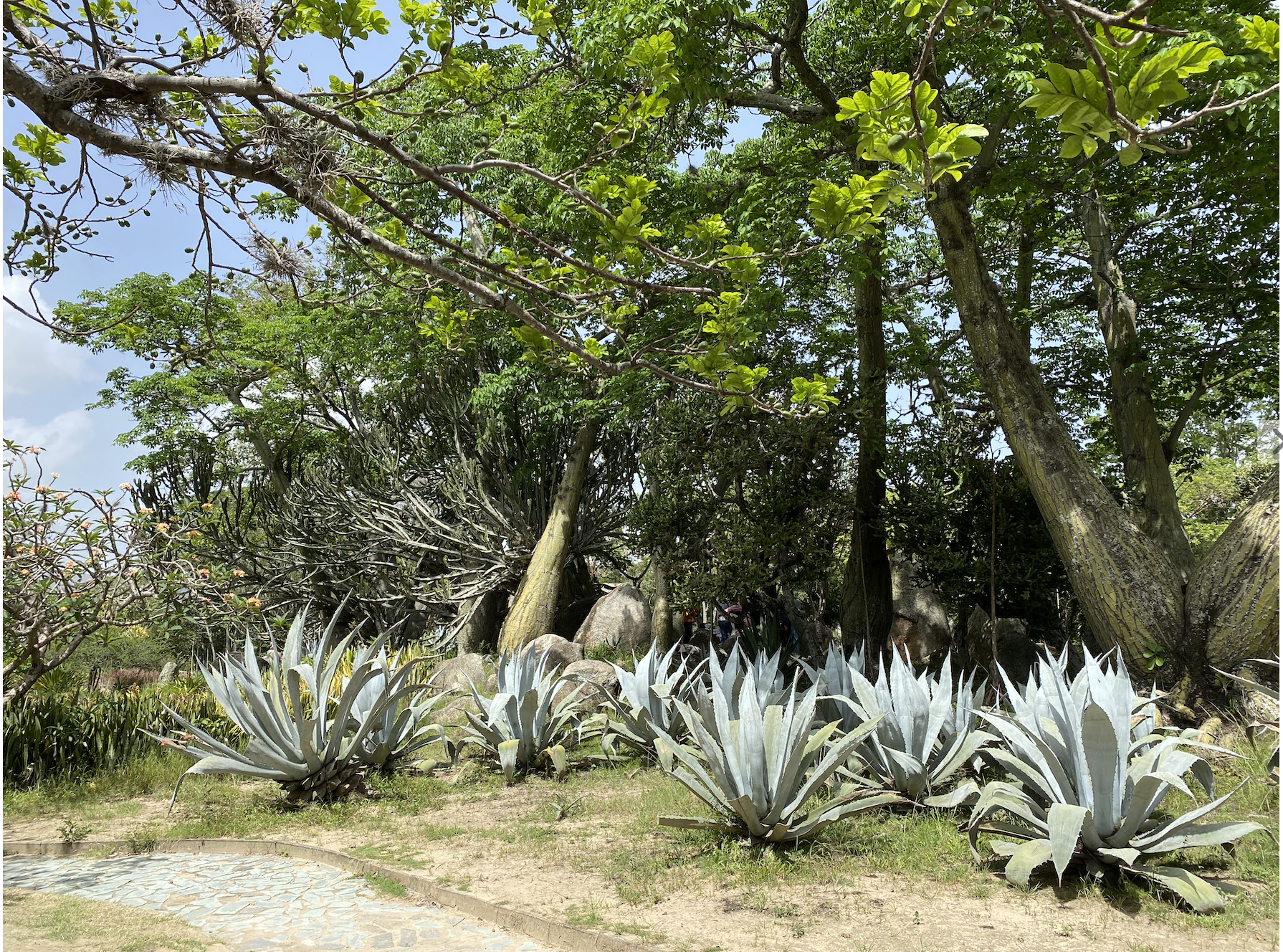
Jardín xerófilo Parque del Este

El Parque Generalísimo Francisco de Miranda, también conocido como Parque del Este, es un parque de esparcimiento público, ubicado en la parroquia Leoncio Martínez del Municipio Sucre, del área metropolitana de Caracas, en Venezuela. Es uno de los más importantes de la ciudad con un total de 64 hectáreas de superficie (equivalentes a 0,64 km²).
El parque se encuentra justo a la salida de la estación Miranda (anteriormente llamada Parque del Este), de la Línea 1 del Metro de Caracas. El Parque del Este está administrado y supervisado por el Instituto Nacional de Parques (INPARQUES), organismo dependiente del Ministerio del Poder Popular para el Ambiente. Esta conectado con el Parque Bolívar de Caracas, a través del Puente Independencia.

## Historia

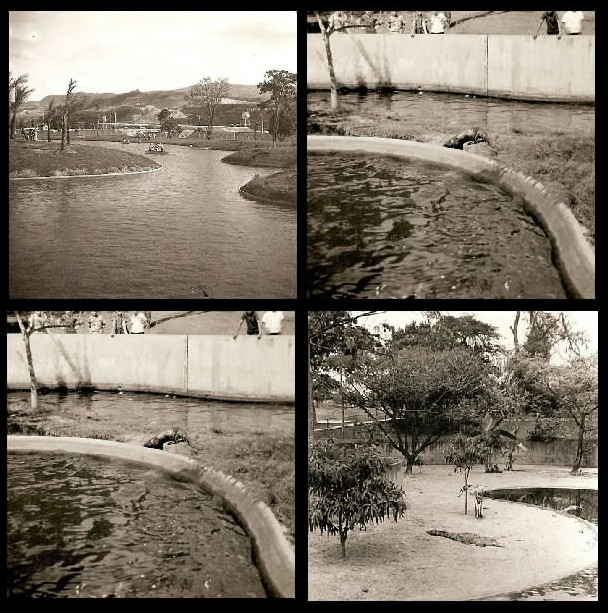
Instalaciones del Parque del Este hacia finales de los años 60 del.

Actualmente, el parque se ubica en parte de los terrenos de antigua hacienda San José (10°29′38″ N - 66°50′8″ O), hacienda que hoy día existe y se localiza entre los actuales linderos del parque y el distribuidor Santa Cecilia, frente al Museo del Transporte de Caracas. Los terrenos para el momento en que iniciaron las obras del parque estaban cubiertos de vegetación boscosa compuesta primordialmente por viejos Bucares (Erythrina spp.) de los cuales colgaban largas hebras de Barba de Palo (Tillandsia usneoides), adicionalmente existían viejos arbustos de café (Coffea arabica).
Su inauguración se produjo bajo el gobierno del Presidente Rómulo Betancourt, el 19 de enero de 1961, según el decreto N.º 443 de mayo de 1950. Fue diseñado por el paisajista y arquitecto brasileño Roberto Burle Marx y asociados Fernando Tábora y John Stoddart así como por el botánico Leandro Aristeguieta, quienes conjugaron en un mismo espacio la majestuosidad de la flora nacional con una pequeña, pero variada colección zoológica.
El parque para el momento de creación en 1961, fue diseñado para recibir unos 6.000 visitantes mensuales, para el año 2008, el parque recibía unos 270.000 visitantes mensuales, los cuales realizaban diversas actividades en sus instalaciones. En 1964, el arquitecto Gustavo Wallis, como presidente ad honorem de la Junta Directiva del Parque diseña los proyectos para el museo de antigüedades y el acuario, que finalmente no son construidos.

### Nombres Oficiales
El Parque del Este a lo largo de su historia ha tenido los siguientes nombres oficiales.
Para el momento de su inauguración en 1961, fue llamado Parque Rómulo Gallegos. En 1983, se le cambia el nombre a Parque Rómulo Betancourt, en homenaje póstumo a dicho personaje, hasta el año 2002, cuando cambia a su nombre actual, Parque Generalísimo Francisco de Miranda, en honor al prócer venezolano.

### Planetario Humboldt
El Planetario Humboldt inicia su construcción el 15 de enero de 1959, bajo la dirección de su diseñador el arquitecto venezolano Carlos Guinand Sandoz (Caracas 1917 – Caracas 1963), su inauguración se realizó el 24 de julio de 1961, sus instalaciones cuentan con una cúpula de 20 metros de diámetro y un proyector planetario marca Zeiss, modelo Mark III (modificado).

### Carabela de Cristóbal Colón
Durante muchos años, una de las atracciones del Parque del Este fue la carabela de Cristóbal Colón, réplica de la Nao Santa María. Fue construida en Barcelona, España, comprada por la Corporación Venezolana de Fomento y traída al país en 1967. Posteriormente la Fundación del Niño la dona al Parque del Este el 12 de octubre de 1971. En su interior se hallaban figuras alegóricas aCristóbal Colón y parte de la tripulación que lo acompañó en sus viajes, así como armas, escudos, pabellones, vestimenta, instrumentos de navegación, entre otros.

### Corbeta Leander

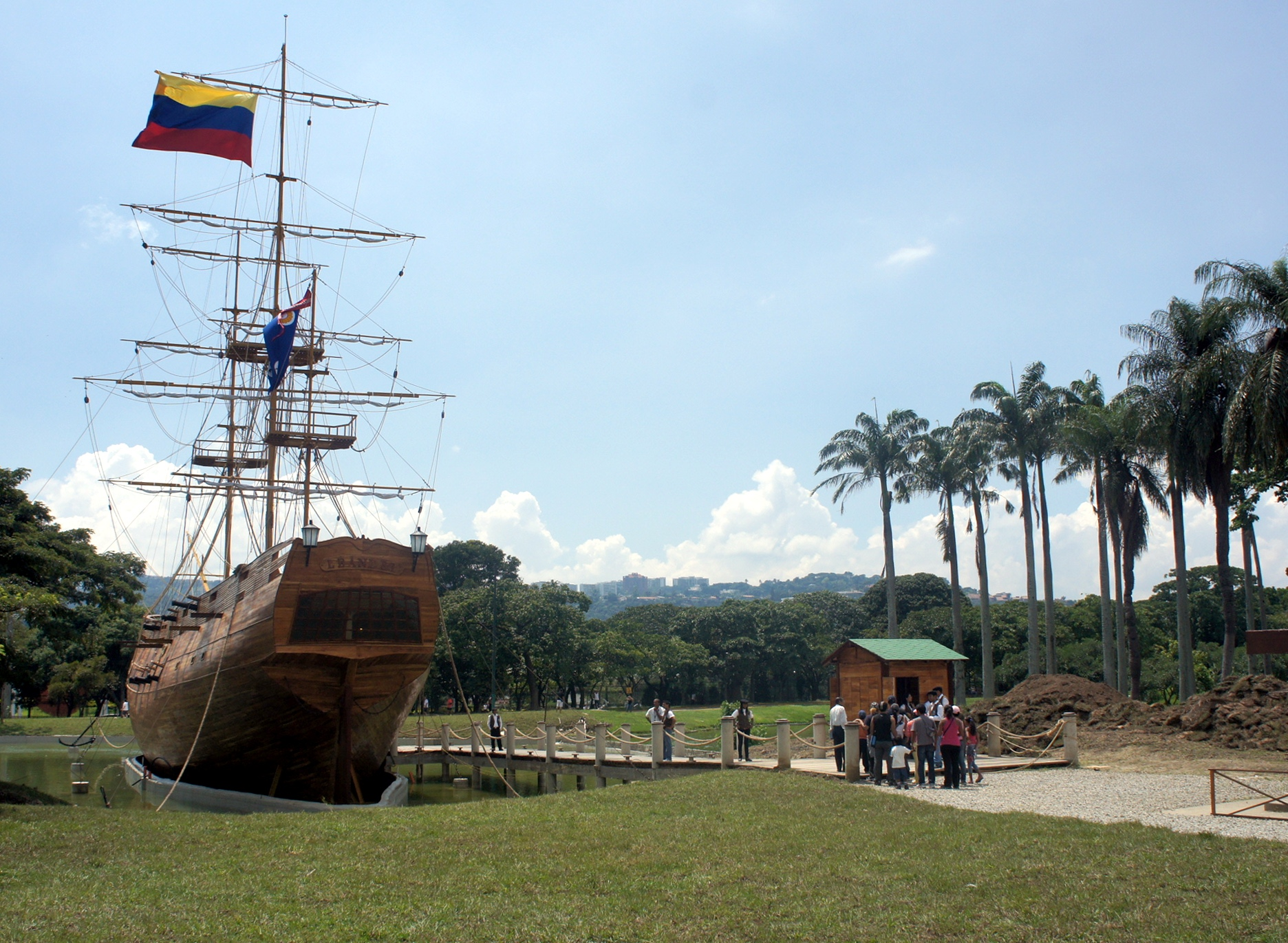
Réplica de la corbeta Leander en el Parque Francisco de Miranda, Caracas.

La Nao Santa María operó hasta el año 2008 cuando por decreto del Ejecutivo Nacional del presidente Hugo Chávez fue desmantelada para dar paso a una réplica de la corbeta Leander y un Museo en honor a Francisco de Miranda, proyecto que ha traído controversia inclusive de tipo jurídico.
Consideraciones aparte, la Nao Santa María sufrió el deterioro ocasionado por años de abandono gubernamental, por lo cual la situación de la réplica al momento de su desmantelamiento era grave. Una de las razones que motivó su cambio por la corbeta Leander fue la necesidad de implementar el plan de rehabilitación del parque que había sido creado para recibir a unas 6 mil personas por mes, pero que ya acogía a unas 270 mil, con los consiguientes daños como producto de la alta afluencia.
Vale destacar que la corbeta Leander está abierta al público de martes a domingo, y permite experimentar la gesta de Miranda y observar los objetos que traía el precursor venezolano a bordo de la nave con la que atracó en costas de Coro en 1806, entre ellos la réplica de la primera imprenta que llegó al país y con la que el Generalísimo pretendía propagar sus ideas de libertad.

## Instalaciones

### Instalaciones de servicios
En dicho parque se encuentra una biblioteca, un infoCentro (Sala de Internet público gratuito), una concha acústica y el Planetario Humboldt adscrito a Armada Nacional de Venezuela. Adicionalmente presenta dos áreas de estacionamiento: una al Norte del parque cuya entrada da a la avenida Francisco de Miranda y una al Este cuya entrada da al enlace entre la avenida Francisco de Miranda y la autopista Francisco Fajardo
Canchas deportivas de voleibol, baloncesto y futbolito y varios cafetines y gran lago para remar donde en un tiempo estuvo la réplica de la Nao Santa María. Cerca de la puerta Este se halla una pasarela que comunica con el Museo del Transporte.
El parque cuenta con un vivero y una escuela de jardinería bajo la dirección del INCE.
También cuenta con instalaciones gastronómicas, tales como una Arepera y el Restaurante ecológico "Las Corocoras", que presenta platos tradicionales de la gastronomía venezolana.
Asimismo la estación del Metro de Caracas Generalísimo Francisco de Miranda tiene una de sus salidas en el Parque.

Instalaciones del parque
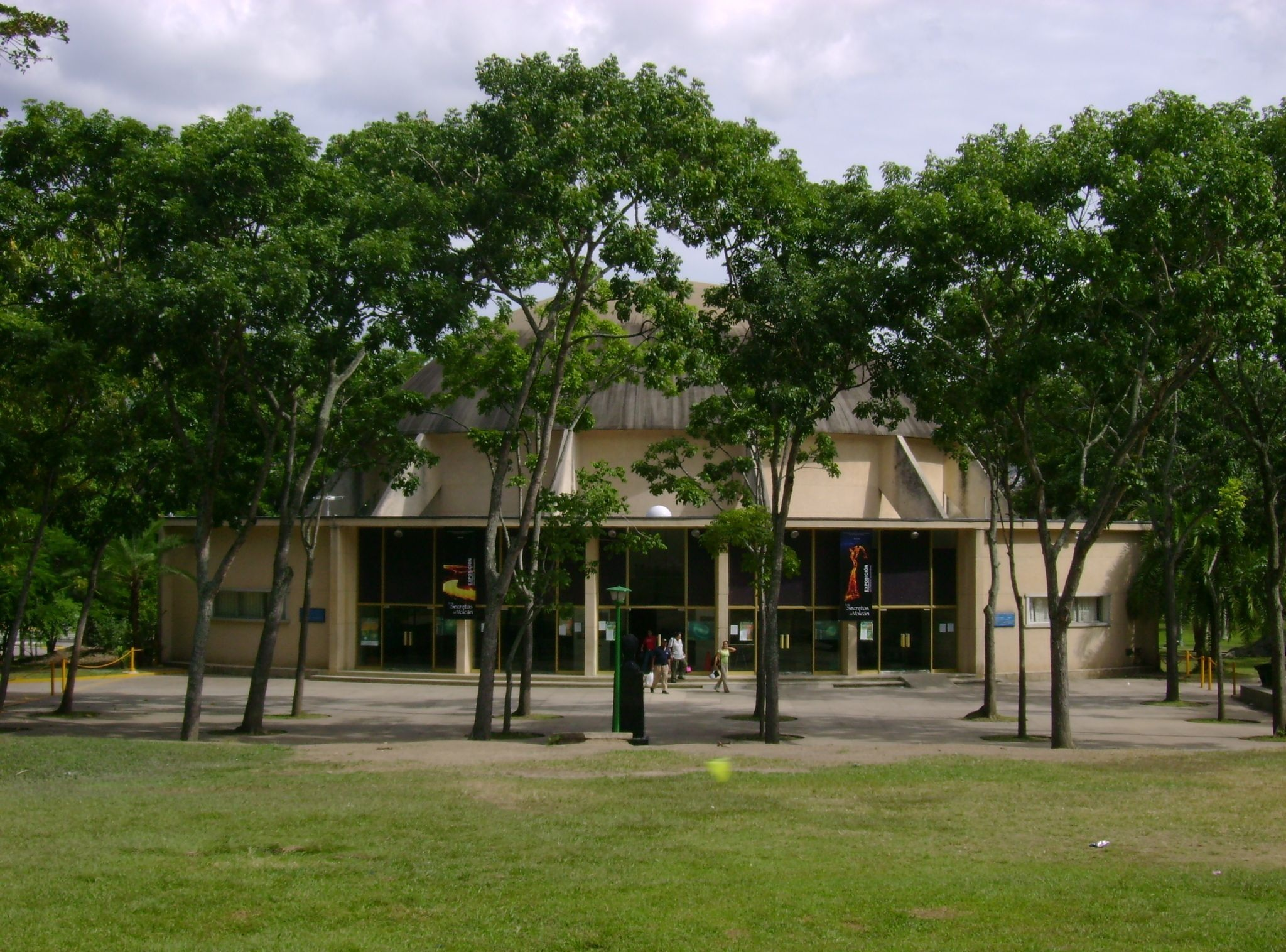
Planetario Humboldt

### Ambientes especiales
El parque cuenta con áreas acondicionadas para colecciones de animales, entre las que se puede observar áreas para mamíferos como felinos, primates, mustélidos, roedores), un aviario donde están representadas un cierto número de aves venezolanas área para
reptiles y un terrario.
Adicionalmente a la fauna localizada en los espacios destinados para estadía en el parque se pueden apreciar en su espacios abiertos gran cantidad de aves típica de la ciudad Caracas los cuales habitan es los bosques del parque, también posible apreciar reptiles como iguanas y lagartijas, así como ardillas características de la antigua fauna de la ciudad de Caracas. Tampoco pueden faltar entre los habitantes del parque las ágiles y hermosas mariposas de Caracas

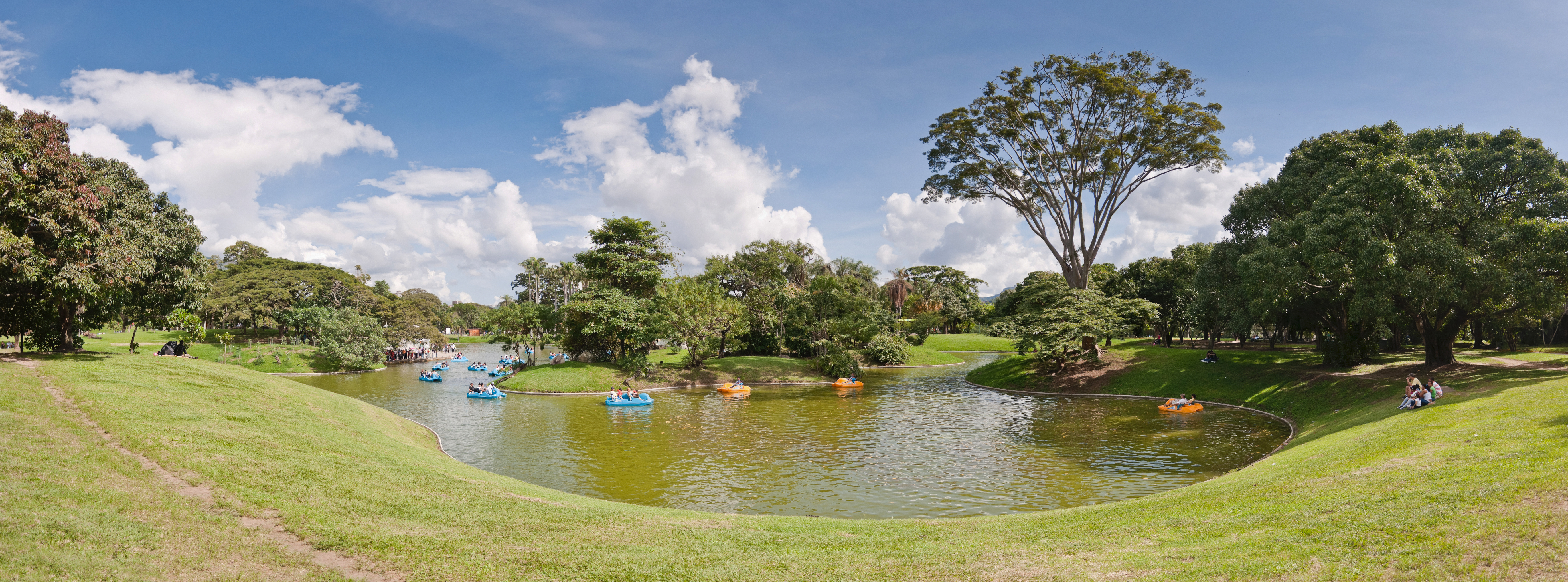
Vista del Lago Sur, en el Parque del Este.

### Jardines ecológicos
La mayor parte del parque está organizada en ambientes donde las plantas están organizadas según sus requerimientos.
Entre estos ambientes destacan:
- El Crasuletum o jardín Xerófito.
- El jardín hidrófilo o de plantas acuáticas
- El Bosque.

### Patios ornamentales
Es una área que se encuentra en la entrada Norte en el cual se encuentran una serie de fuentes, murales, jardineras y caídas de agua.

## Datos de interés
En el presente la entrada al parque es gratuita ya que hasta el año 2004 se cobraba Bs. 500 (Aproximadamente Bs. F. 0.50) pero por decreto del ejecutivo nacional fue eliminada. El Parque está custodiado por efectivos de la Guardia Nacional de Venezuela, Bomberos Metropolitanos (Caracas) y la Policía Nacional.

### Videos
- Parque del Este @ Caracas Venezuela
- Nutria Parque del Este Caracas
- Monos Parque del Este Caracas
- Terrario Parque del Este Caracas
- Documental Planetario Humbold

- Datos: Q168802
- Multimedia: East Park of Caracas / Q168802
- Guía turística: Parque Generalísimo Francisco de Miranda